# El Cancan
Le Chahut (El cancan) és una pintura neoimpressionista creada per Georges Seurat pintada entre el 1889 i el 1890. L'obra va ser exposada al Saló de la Societé des Artistes Indepéndants del 1890 a París, on va ser l'objectiu principal de crítics d'art i simbolistes i va eclipsar altres obres. El Cancan es troba actualment al museu Kröller-Müller a Otterlo, als Països Baixos.
L'obra representa un grup de ballarines del cabaret Moulin Rouge. Aquesta va influir als fauvistes, cubistes, futuristes i orfistes.

## Descripció
El Cancan de Seurat és una pintura d'oli sobre tela. Mitjançant la tècnica del puntillisme, va fer servir colors càlids (destacant entre aquests tons terra) i alguns de freds com el blau i el verd. Podríem dir que aquesta obra és un exemple clar de la tècnica puntillista de Seurat. La modulació de llum i les ombres que el pintor fa servir la realitza juxtaposant petits punts de color l'un a l'altre alternant la intensitat i les concentracions. Els punts estan distribuïts de tal manera que, en observar-se des de la distància, l'espectador pensi que és una barreja de colors. A més, trobem una certa flexibilitat compositiva, ja que Seurat aplica línies i no només punts Els impressionistes de l'època focalitzaven la seva atenció en l'harmonia dels colors basada en les tonalitats similars, mentre que els neoimpressionistes buscaven l'harmonia en contrastar diferents tonalitats, aconseguint així un efecte vibrant a la vista de l'espectador.
La pintura està dividida en tres seccions: els músics a baix a l'esquerra, un dels quals es troba al centre d'esquena a l'espectador; una fila de ballarins ocupen la part superior dreta. i finalment uns quants membres del públic asseguts a la primera fila amb els ulls apuntant cap als ballarins. Totes les línies i moviments del quadre es dirigeixen cap amunt del quadre per evocar l'ambient emocionant que provoca el ball i la música: les cames i els ulls dels ballarins i ballarines, la mà del director i el coll del contrabaixista. En aquesta obra observem una perspectiva confusa, ja que els pits de les ballarines estan pintats amb una perspectiva i les cames amb una altra. El moviment que trobem a la pintura és quasi nul, perquè aquest és massa artificial. Va ser per aquest motiu que la crítica va qualificar l'obra de "mecànica i amb falta de vida".

## Context
"Le Chahut" és un dels noms en francès per la dansa parisenca més coneguda com a cancan en català (i francès!) i can-can en anglès. Aquest tipus de dansa es caracteritzava per ser provocativa i sexual. Va sorgir als salons de ball de la classe treballadora al barri de Montparnasse, París, al voltant del 1830. Fins al 1890 aquest tipus de dansa va passar per diferents sales fins que va arribar al mundialment famós Moulin Rouge, al barri de Montmatre.
L'estil antinatural de Seurat i l'ús de les línies i els colors característics reflecteix la influència tant de Charles Blanc com d'Humbert de Superville. Pel que fa a Humbert de Superville, Seurat agafa el seu esquema lineal ascendent, i de Charles Blanc la teoria (abans de Humbert de Superville) que els colors i les línies transmeten sentiments. Seurat, igual que Van Gogh, també va ser inspirat per estampes japoneses i les obres de Jules Chéret.